# نوردية

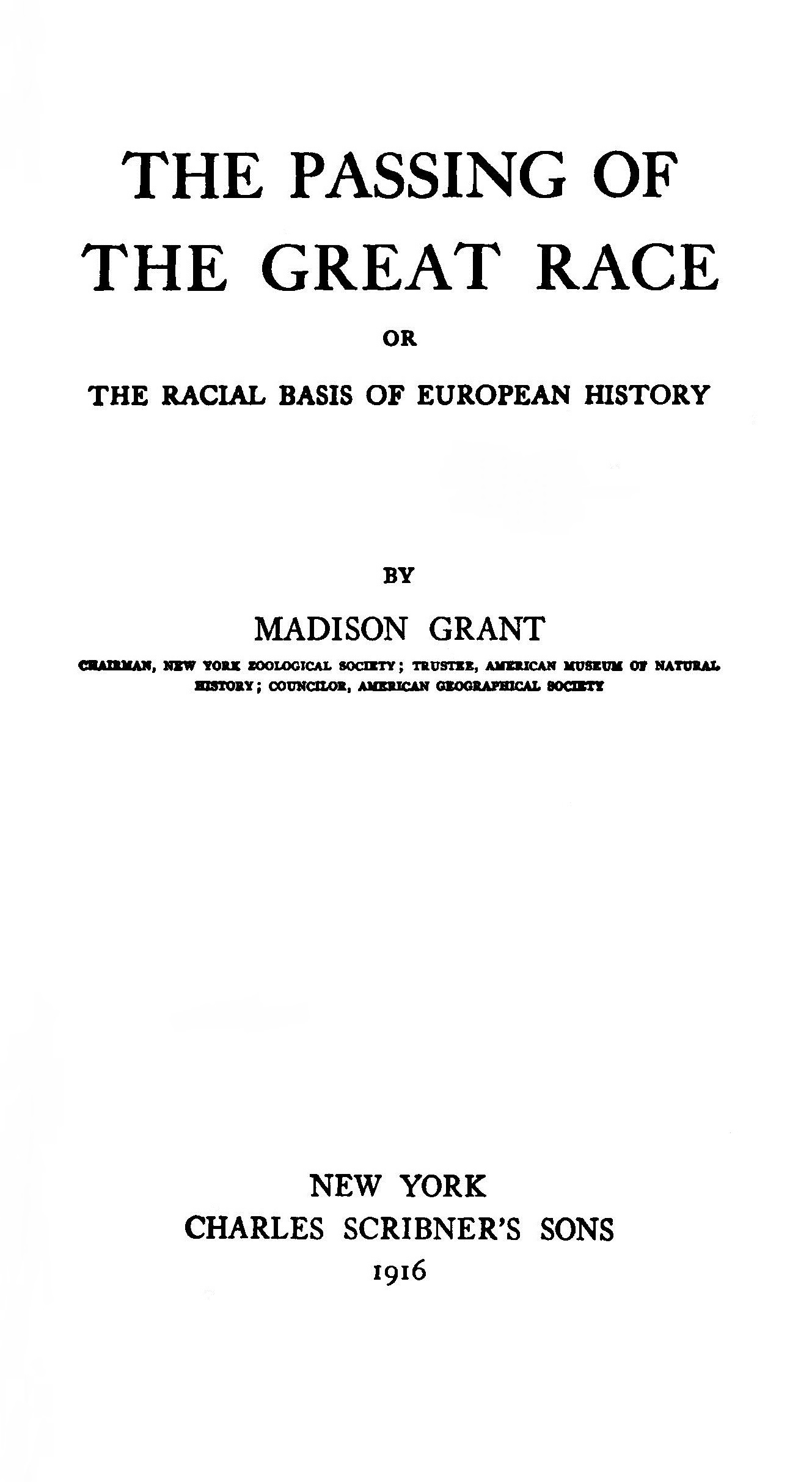
صفحة العنوان الطبعة الأولى من كتاب «انقضاء السباق الأعظم»

النوردية (بالإنجليزية: Nordicism) هي أيديولوجية عنصرية عرقية قائمة على سيادة البيض وتعتبر «عرق الشمال» مجموعة عرقية سيادية ومهددة بالإبادة. تشمل بعض الأعمال البارزة والمؤثرة في دول الشمال كتاب ماديسون جرانت الأساس العنصري للتاريخ الأوروبي (1916)؛ ومقال آرثر دي جوبينو عن عدم المساواة بين الأجناس البشرية (1853)؛ وكتابات لوثروب ستودارد المختلفة؛ وكتاب هيوستن ستيوارت تشامبرلين أسس القرن التاسع عشر (1899)؛ وبدرجة أقل، كتاب ويليام زد. ريبلي أعراق أوروبا (1899). راجت الأيديولوجية في أواخر القرن التاسع عشر والقرن العشرين في أوروبا الناطقة بالجرمانية وفي بلدان أوروبا الشمالية الغربية والوسطى والشمالية، وكذلك في أمريكا الشمالية وأستراليا.
في بادئ الأمر، تُبنيَّ الاعتقاد القائل بأن النمط الظاهري النوردي هو الأعلى منزلة بين الأنماط الأخرى تحت اسم «التيتونية» في ألمانيا، و«الأنجلو-سكسونية» في إنجلترا والولايات المتحدة، و«الفرنجية» في شمال فرنسا. أثرت فكرة تفوق «العرق النوردي» وتفوق دول شمال غرب أوروبا التي ارتبطت بهذا العرق المزعوم على قانون الهجرة للولايات المتحدة لعام 1924 (الذي حظر فعليًا أو حد بشدة من هجرة الإيطاليين واليهود و أوروبا الجنوبية والشرقية الأخرى) وقانون الهجرة والجنسية اللاحق لعام 1952، وكان الحظر موجودًا أيضًا في بلدان أخرى خارج شمال غرب أوروبا والولايات المتحدة، مثل أستراليا وكندا وجنوب أفريقيا. بحلول ثلاثينيات القرن الماضي، ادعى النازيون أن العرق النوردي كان أكثر الفروع تفوقًا من «العرق الآري» وشكل عرق السادة (بالألمانية: Herrenvolk). كان التطبيق الكامل لهذا النظام العقائدي -غزو بولندا والمزيد من الاحتلال سعيًا وراء الليبنسراوم «المجال الحيوي»- الحافز المباشر وراء الحرب العالمية الثانية وساهم بشكل مباشر بالقتل الجماعي لستة ملايين يهودي وأحد عشر مليونًا آخرين فيما يعرف الآن باسم الهولوكوست.

## خلفية
اقترح عالم الأنثروبولوجيا الفرنسي المولود في روسيا جوزيف دينيكر في بادئ الأمر كلمة «نورديك» (التي تعني «الشمالية») باعتبارها «مجموعة عرقية» (مصطلح صاغه بنفسه). عرّف النورديك من خلال مجموعة من الخصائص الجسدية: توافق الشعر المتموج إلى حد ما، مع العيون الفاتحة، والجلد الوردي، والقامة الطويلة والجمجمة المتطاولة.
في منتصف القرن التاسع عشر، طورت العنصرية العلمية النظرية الآرية، معتبرةً أن الأوروبيين «الآريين» هم فرع من الإنسانية متفوق بالفطرة، وأن الفضل يعود إليهم بمعظم إنجازات الإنسانية العظيمة. اشتُقت الآرية من فكرة أن المتحدثين الأصليين للغات الهندية الأوروبية شكلوا عرقًا مميزًا أو طبقة فرعية من العرق القوقازي الأكبر.
كان آرثر دو غوبينو مؤيدها الرئيسي في مقالته عن عدم المساواة بين الأجناس البشرية (1855). على الرغم من أن غوبينو لم يساوِ بين سكان الشمال و الآريين، إلا أنه جادل بأن الجرمانيين كانوا أفضل الممثلين المعاصرين للعرق الآري. من خلال تطويع تعليقات تاسيتس وغيره من الكتاب الرومان، جادل بأن الشماليين «الأنقياء» أعادوا إحياء أوروبا بعد تراجع الإمبراطورية الرومانية نتيجة «التخفيف» العرقي لقيادتها.
بحلول ثمانينيات القرن التاسع عشر، جادل عدد من اللغويين والأنثروبولوجيين بأن الآريين أنفسهم نشأوا في مكان ما في شمال أوروبا. اقترح ثيودور بويستش أن الآريين قد نشأوا في روكيتنو الشاسعة، أو أهوار بينسك، ثم في الإمبراطورية الروسية، والتي تغطي الآن جزءًا كبيرًا من الجزء الجنوبي من بيلاروسيا والشمال الغربي من أوكرانيا، إنما كارل بينكا كان هو من نشر فكرة أن الآريين ظهروا في الدول الاسكندنافية وأنه يمكن التعرف عليهم من خلال السمات النوردية المميزة بالشعر الفاتح والعيون الزرقاء.
اتفق معه عالم الأحياء توماس هنري هكسلي، إذ صاغ مصطلح زانثوكروي، أي البيض الشقر (باللاتينية: Xanthochroi) للإشارة إلى الأوروبيين ذوي البشرة الفاتحة، على عكس شعوب المتوسط الأدكن لونًا، والذين أسماهم هكسلي ميلانوكروي (باللاتينية: Melanochroi). خلص هكسلي أيضًا إلى أن الميلانوكروي، الذي وصفهم «بالبيض الداكنين»، هم خليط من البيض الشقر وسلالة أستراليود.
كرر تشارلز موريس هذا التفريق في كتابه العرق الآري (1888)، والذي جادل فيه بإمكانية تمييز الآريين الأصليين من خلال شعرهم الأشقر والسمات النوردية الأخرى كالجمجمة المتطاولة. أعطى عالم الأنثروبولوجيا الفرنسي فاشير دي لابوج في كتابه الآرية، زخمًا إضافيًا لهذه الحجة إذ جادل أن «الشقر متطاولي الجمجمة» هم قادة بالفطرة ومقدر لهم أن يحكموا الشعوب قصار الجمجمة.
أشار أيضًا الفيلسوف فريدريك نيتشه في كتاباته إلى «الوحوش الشقر»: مغامرون غير أخلاقيين يُفترض أنهم أسلاف الثقافات الإبداعية. كتب في كتاب  في جنيالوجيا الأخلاق (1887) «يمكن لكلمة مالوس باللاتينية... أن تشير إلى الرجل الفظ على أنه الشخص الداكن، تحديدًا الأسود الشعر، وعلى أنه ساكن الأراضي الإيطالية ما قبل الآريين والذي ميزه لون بشرته الأكثر وضوحًا عن الشقر الذين أصبحوا أسيادهم، أي العرق الآري الغازي».

بحلول أوائل القرن العشرين، أصبح مفهوم العرق النوردي «السيادي» مألوفًا كفايةً لدرجة أن عالم النفس البريطاني ويليام ماكدوغال كتب في عام 1920:
وسط جميع الخلافات والشكوك بين علماء الأعراق البشرية حول الأعراق في أوروبا، تبرز حقيقة واحدة بوضوح، وهي أنه يمكننا تمييز عرق شمالي التوزع والأصل، ويتميز جسديًا بلون فاتح للشعر والجلد والعينين، والقامة الطويلة والجمجمة المتطاولة، ويتميز فكريًا بشخصية مستقلة بشدة والمبادرة الفردية وصلابة الإرادة. استُخدمت العديد من الأسماء للدلالة على هذا النوع ... ويسمى أيضًا النوع النوردي.
زعم النورديون أن أهل الشمال قد شكلوا طبقات عليا من الحضارات القديمة، حتى في حضارات البحر الأبيض المتوسط في العصور القديمة، والتي تراجعت بمجرد اندماج هذا العرق المهيمن. وهكذا جادلوا بأن الأدلة القديمة تشير إلى أن قادة الرومان مثل نيرون وسولا وكاتو كانوا إما شقرًا أو صُهبًا.
اعترف بعض النورديون بأن العرق المتوسطي كان متفوقًا على الشمال من حيث القدرة الفنية. بيد أن النورديين هم من نسب إليهم صفة المبتكرين والغزاة، وتمتعهم بروح المغامرة التي يعجز أي عرق آخر عن مضاهاتها.
عادة ما كان يُنظر إلى السلالة الألبية على أنها أدنى منزلةً من السلالتين النوردية والمتوسطية، وشكلت طبقة الفلاحين التقليدية في أوروبا بينما شغل النورديون الطبقة الأرستقراطية وقادوا العالم في التكنولوجيا، وكان يُنظر إلى شعوب المتوسط على أنهم أكثر إبداعًا وابتكارًا.
رفض معارضو النوردية هذه الحجج. جادل الكاتب المناهض للنوردية جيوسيب سيرجي في كتابه المؤثر العرق المتوسطي (1901) بأنه لا من دليل على أن الطبقات العليا من المجتمعات القديمة كانت نوردية، وأصر على أن الأدلة التاريخية والأنثروبولوجية تتعارض مع هذه الادعاءات. جادل سيرجي بأن شعوب المتوسط تشكل «أعظم عرق في العالم» مع غياب الميزة الإبداعية لدى العرق النوردي. ووفقًا له، فإن شعوب المتوسط هم مؤسسو جميع الحضارات القديمة الكبرى، من بلاد الرافدين إلى روما.
كرر سي. جي. سيليغمان الحجة لاحقًا، إذ كتب «أعتقد أنه يجب الاعتراف بأن العرق المتوسطي في الواقع يُحسب له إنجازات أكثر من أي عرق آخر». حتى كارلتون كون أصر على أن «المكون النوردي ضعيف الحضور بين الإغريق، كما كان على الأرجح منذ أيام هوميروس... إن رأيي الشخصي تجاه الإغريق الأحياء هي أن استمراريتهم مع أسلافهم في العالم القديم لهي أمرٌ مذهل، وليس العكس».